# Kiedrich
Kiedrich est une commune de Hesse (Allemagne) située dans l'Arrondissement de Rheingau-Taunus, dans le district de Darmstadt.

## Géographie
Kiedrich est situé dans le Rheingau a l'adret du Taunus, environ 2 km au nord de la ville de Eltville am Rhein et à 3 km du rivage du Rhin.

## Histoire
À partir du Moyen Âge jusqu'à l´an 1806 elle appartenait à l´archevêché et l´électorat de Mayence. Kiedrich fut mentionné la
première fois dans un document sous l´archevêque Frédéric de Mayence. 1160, la construction du château fort de Scharfenstein commencé. Dès 1131, la viticulture à Kiedrich fut mentionné la première fois. Au XIIIe siècle Kiedrich gagna son indépendance comme commune et paroisse. Au XIVe siècle et au XVe siècle elle connut une floraison économique et religieuse qui trouva une expression remarquable dans des édifices et œuvres d´art gothiques.
Après 1806 Kiedrich fut partie de Duché de Nassau et avec ce 1866 à la Prusse. De 1857 à 1873, un Anglais, Baronet John Sutton, s´est bien mérité de la conservation de la gothique muet et sonnant. Pour lui Kiedrich était un second pays natal. À côté de la coûteuse restauration il faut mentionner son activité sociale : construction d´un hospice de religieuses pour enfants et malades et d´une colonie d´habitations pour les pauvres, procuration de postes de travail et de bourses pour des étudiants doués. La commune lui posa un monument au vitrail gauche du chœur, et en 1974 alla chercher à Kiedrich sa dépouille mortelle de Bruges où il était mort en 1873.
Kiedrich préservera son autonomie sur la réforme territoriale du Land de Hesse.

## Curiosités

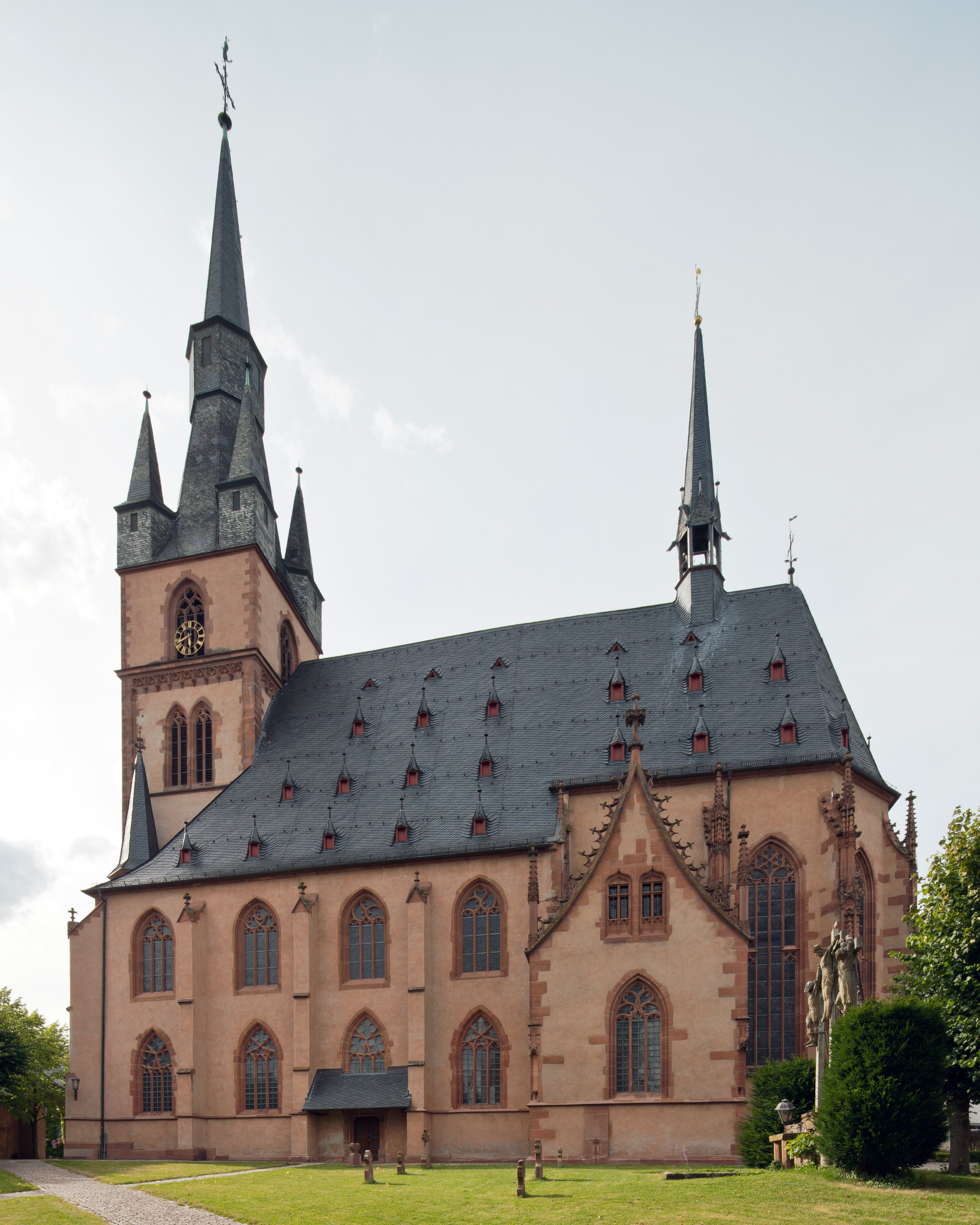
Église de St. Dionysius et St. Valentinus.

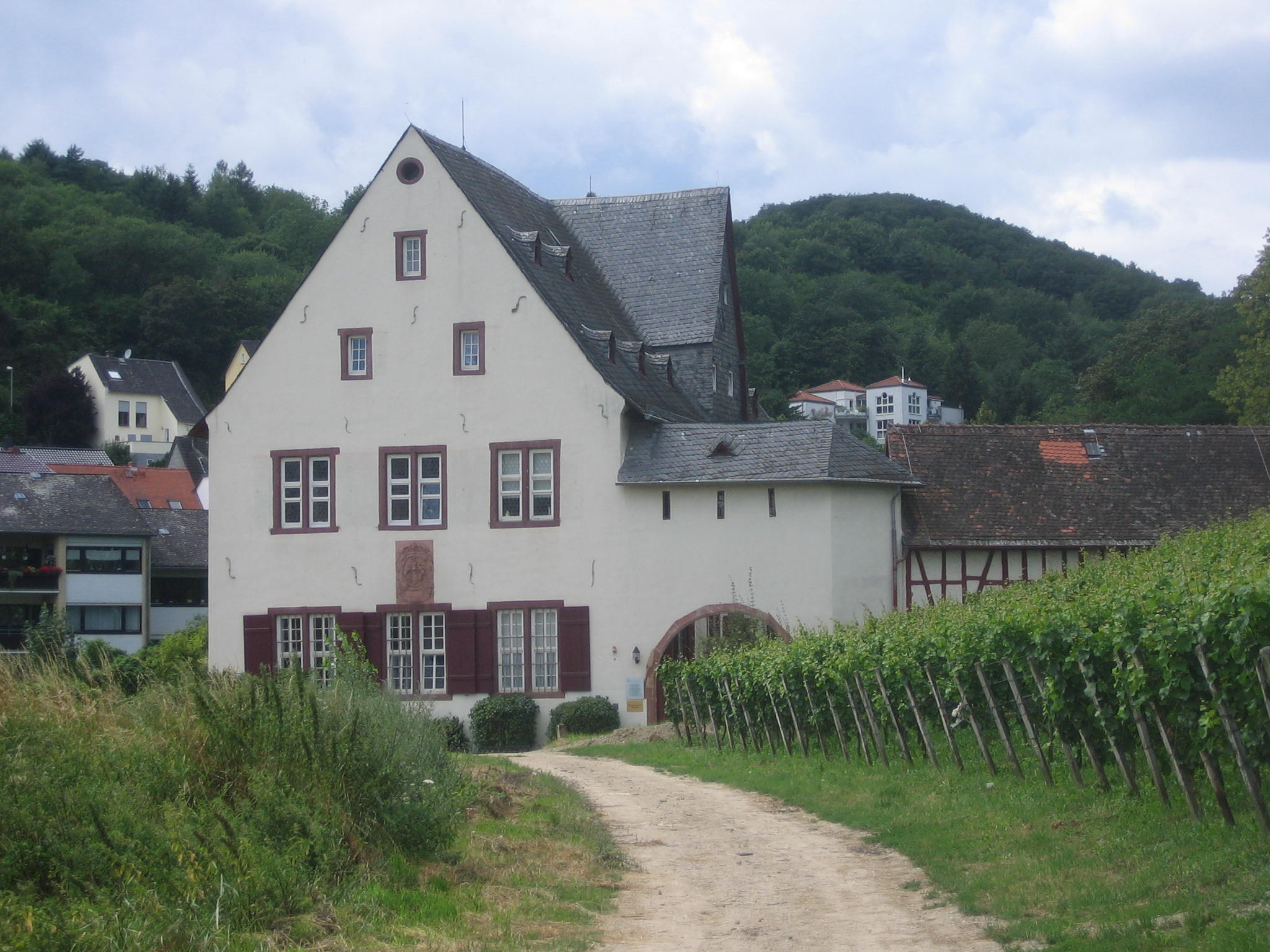
Bassenheimer Hof, 1660.

- Château fort Scharfenstein, construit vers 1160 au nord-est de Kiedrich. Pendant 150 ans, ce château était la résidence temporaire des archevêques de Mayence, et par conséquent de nombreuses familles de l'aristocratie se sont établies à Kiedrich, comme les Kratz, les Hundt von Saulheim, etc. La commune de Kiedrich a l'ancienne tour (donjon) dans leur sceau.

- L'église St. Dionysius et St. Valentin. La relique de Valentin crâne, sur l´autel latéral droit de l´église, est venue à Kiedrich de l´abbaye de cisterciens Eberbach au XIVe siècle et a mis en mouvement un pèlerinage qui existe encore aujourd'hui. En 1417 un hospice pour pèlerins fut construit, et, il y a cent ans, un hôpital à 300 lits pour les femmes épileptiques fut ajouté. Grâce aux planches graphiques conservées de cette église, on peut encore aujourd'hui appréhender le plan basilical. La distribution en trois nefs s'organisait sur un plan carré. Les nefs latérales existent encore, la nef centrale était voûtée dans la même hauteur sur les consoles encore visibles.

À partir de 1460 fut bâti le grand chœur achevé en 1481. Ensuite, jusqu'à 1490, la nef centrale fut rehaussée, l´an 1490 est marqué au-dessus de l´orgue. Avant 1493 les tribunes furent voûtées. Les magnifiques voûtes étoilées et les vitraux du XIVe siècle et du XIXe siècle donnent à l´intérieur de l´église une empreinte solennelle. Le jubé qui termine le large chœur d'une manière efficace et qui est d´une grande importance pour l´acoustique du plain-chant date aussi du gothique tardif.
- La chapelle Saint-Michel, et une des trois composantes du centre ecclésiastique de la commune qui est encore intact et qui se compose de l'église paroissiale, du presbytère, du logement du sacristain et de l'école de chœur. Un haut mur entoure tous ces édifices et ainsi fut créé un ensemble historique et artistique qui est vraiment unique.

Un souterrain servait d'ossuaire. À l'extérieur, les plus belles parties de la chapelle sont la coupole de pierre ajourée de la tour, le petit chœur orné de feuilles et d´animaux fabuleux qui est monté comme encorbellement sur une console, et la chaire d'où sont prononcés les sermons pendant les pèlerinages. À l'intérieur, une voûte réticulée mène le regard au petit chœur gracile avec l'autel. La Madone au candélabre, créée par Peter Schro, un des artistes de l'école Hans Backoffen (Mayence) vers 1520, représente un ornement impressionnant.
- Au la muraille cimetière, la plus ancienne fontaine du marché dans le Rheingau de 1541. Avec le blason et les armoiries de l'Électorat de Mayence, Messieurs Kurfürst et le cardinal Albert de Brandebourg.
- Hôtel de ville Renaissance de 1585.
- Maison d'habitation de la grande bienfaiteurs et mécènes de Kiedrich, Baronet Sir John Sutton (1820-1873), aujourd'hui, le célèbre domaine viticole Weil.
- Source saline Virchow, avec lithium source d'eaux thermales (24 °C).
- Bassenheimer Hof, 1660.

## Économie
La viticulture avec ses vignobles Gräfenberg, Wasserros, Sandgrub et Klosterberg comptent parmi les meilleurs du Rheingau. 80 % de leurs raisins sont les fameux Riesling.

## Jumelages
- Hautvillers (France) dans la région de Champagne-Ardenne.